# Sinfonia n. 4 (Tippett)
La Sinfonia n. 4 di Michael Tippett è stata scritta nel 1977 ed eseguita per la prima volta dalla Chicago Symphony Orchestra, sotto la direzione di Sir Georg Solti. Era dedicata al biografo e amico di Tippett, Ian Kemp.

## Struttura
È scritta in un movimento diviso in sette sezioni:
1. Introduzione ed esposizione
2. Sviluppo 1
3. Movimento lento
4. Sviluppo 2
5. Scherzo e trii
6. Sviluppo 3
7. Ricapitolazione

In termini di forma, combina quelle della sonata e della fantasia, oltre a quella del poema sinfonico.

## Periodi di Tippett
Tippett ha definito il lavoro "un pezzo dalla nascita alla morte". Ciò è enfatizzato da un "effetto di respirazione", sia dal nastro che dal campionatore, particolarmente evidente all'inizio e alla fine della sinfonia, con un unico respiro non accompagnato come conclusione.
Stilisticamente, la Quarta sinfonia unisce tutte le tendenze stilistiche precedenti nel lavoro di Tippett: il contrappunto e il lirismo gentile del suo primo periodo creativo e il modernismo spigoloso e appuntito del suo secondo periodo, creando così un terzo ed ultimo periodo. Tippett cita l'apertura di questa sinfonia nella sua Sonata per pianoforte n. 4.

## Strumentazione
La partitura di Tippett richiede una grande orchestra composta da: 
- 2 flauti (entrambi anche ottavini), 2 oboi, corno inglese, 2 clarinetti, clarinetto basso, 2 fagotti, controfagotto
- 6 corni, 3 trombe, 3 tromboni, 2 tube
- timpani, percussioni (4 suonatori): rullante, tamburo tenore, grancassa, tom-tom, piatti, woodblock, triangolo, xilofono, marimba, vibrafono, glockenspiel, campane tubolari, maracas, claves
- arpa, pianoforte, nastro o campionatore (effetto atmosfera)
- strumenti ad arco